# Akira Yanagawa
Akira Yanagawa, född den 15 juli 1971 i Japan, är en roadracingförare.

## Roadracingkarriär
Yanagawa vann japanska 250cc-mästerskapet 1989. Han körde därefter för Kawasaki i japanska Superbikemästerskapet 1993. Till säsongen 1997 kom Yanagawa till Superbike-VM med Kawasakis fabriksteam. Han vann två deltävlingar under sin debutsäsong, och blev den första japanska förare som vann en deltävling i Superbike utanför Japan. Yanagawa slutade fyra i mästerskapet som nykomling.
Säsongen 1998 blev en sämre säsong, med två rejäla krascher. Den värsta var på Laguna Seca, då Doug Chandler tappade sin Kawasaki körandes bakom Yanagawa, som blev träffad av motorcykeln i ingången till korkskruven, och kraschade illa. Kraschen slutade inte särskilt illa, då Yanagawas skador var så pass lindriga att han bara missade en tävling. Både under säsongen 1999 och 2000 slutade Yanagawa på femte plats i mästerskapet, med ännu en seger på Sugo. Säsongen 2001 slutade Yanagawa nia i VM, vilket var hans sista säsong i Superbike.
Kawasaki gav sig sedan in i MotoGP, där Yanagawa var med som utvecklingsförare, men hans resultat var inte särskilt lyckosamma, vilket gjorde att han bestämde sig för att återvända hem till japanska Superbikemästerskap, där han nästan tog hem titeln 2007.